# San Antonio Ojital
San Antonio Ojital är en ort i Mexiko.   Den ligger i kommunen Papantla och delstaten Veracruz, i den sydöstra delen av landet, 220 km nordost om huvudstaden Mexico City. San Antonio Ojital ligger 236 meter över havet och antalet invånare är 193.
Terrängen runt San Antonio Ojital är huvudsakligen platt, men åt sydost är den kuperad. San Antonio Ojital ligger uppe på en höjd. Runt San Antonio Ojital är det ganska tätbefolkat, med 179 invånare per kvadratkilometer. Närmaste större samhälle är Poza Rica de Hidalgo, 12,8 km nordväst om San Antonio Ojital. Trakten runt San Antonio Ojital består till största delen av jordbruksmark.